# Національний археологічний музей Іспанії
Національний археологічний музей (ісп. Museo Arqueológico Nacional) — національний археологічний музей у столиці Іспанії місті Мадриді.

## Загальні дані
Музей міститься у історичному будинку в неокласичному стилі, спроектованому Франсіско Хареньйо (Francisco Jareño; 1866—92) і розташований за адресою:
вулиця Серрано, 13, м. Мадрид (Іспанія).
Добиратися: метро Serrano. 
Години роботи: з 9.30 до 20.30; неділя і вихідні дні з 9.30 до 14.30; зачинений по понеділках.

## З історії музею
Музей засновано 1867 року декретом королеви Ізабелли II з метою створення депозитарію нумізматичної, археологічної, етнографічної колекції та зібрання предметів декоративно-ужиткового мистецтва, що їх зібрали іспанські монархи.
Від 1895 року музей міститься в будівлі по вулиці Серрано. 
У 1968 році розпочато масштабну реекспозицію музею, власне збільшення його експозицій. 
У 2008—09 роках здійснено переформатування музею, й нині для огляду доступні лише найяскравіші експонати експозиції.

## Експозиція і фонди
Національний археологічний музей Іспанії містить дуже цінне зібрання предметів з розкопок, проведених по усій Іспанії. Експозиція музею займає три поверхи.
Є колекції нумізматики і керамічних виробів різних епох. 
Найвідоміші експонати:
- «Дама з Ельче»;
- «Дама з Баси»;
- «Дама з Ібіци»,;
- скарби Гуарасара;
- давньоримські мозаїки;
- гробниця доньї Констанци кастільської.

Окрім того, у зовнішньому парку музею здійснена репродукція поліхромної стелі печери Альтаміра.

## Експонати іберійської епохи

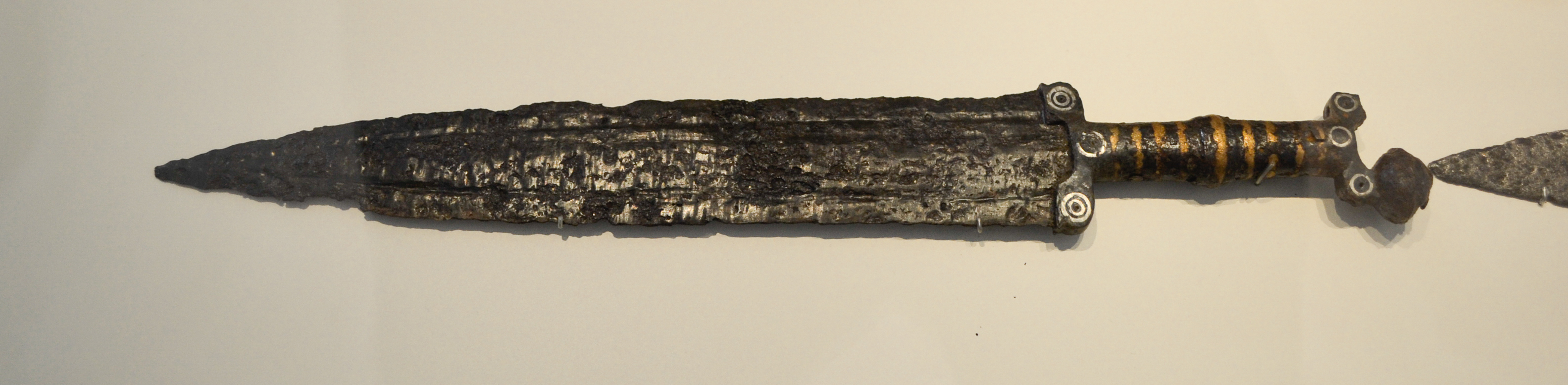
Іберійський меч без одної антени[3], кінець V- початок IV ст. до н.е.
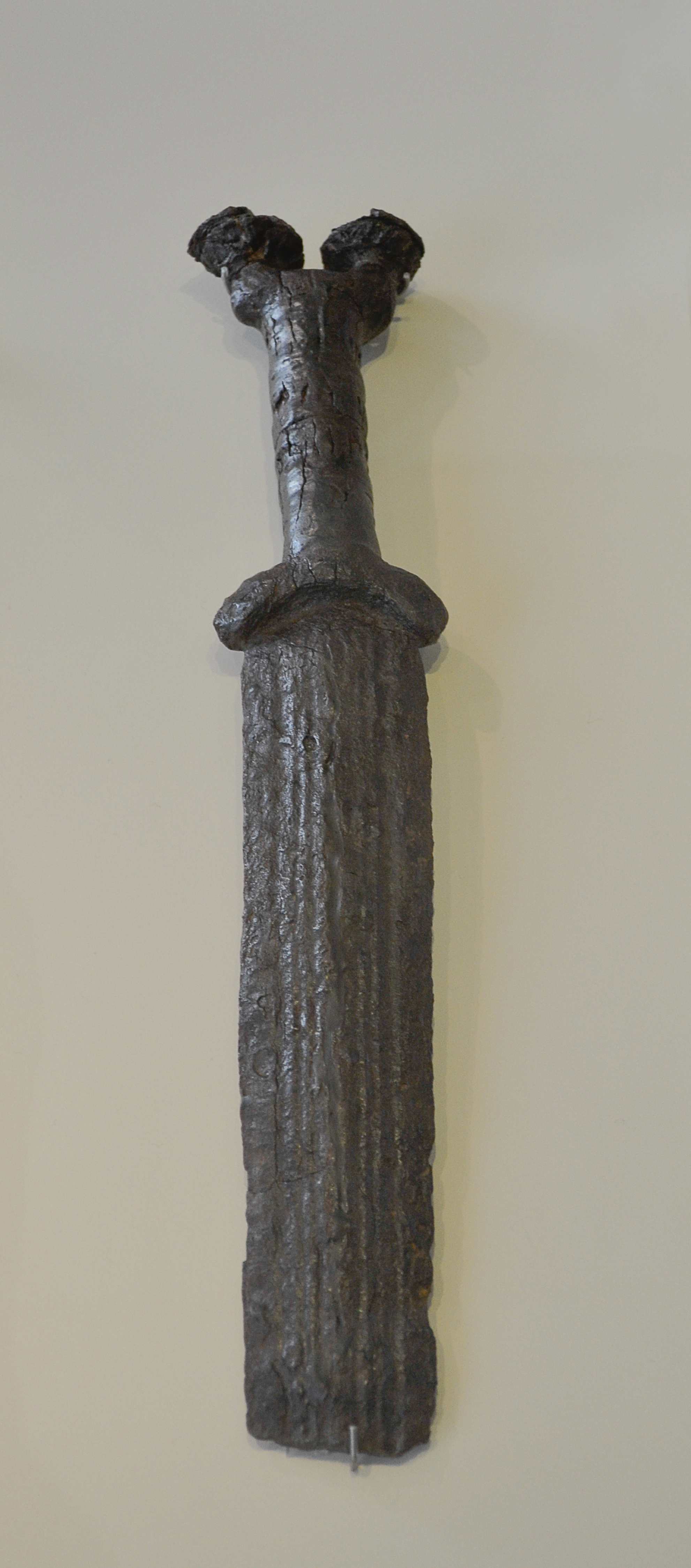
Іберійський меч з антенами [3] некрополя Вільярікоса, IV-III ст. до н.е.
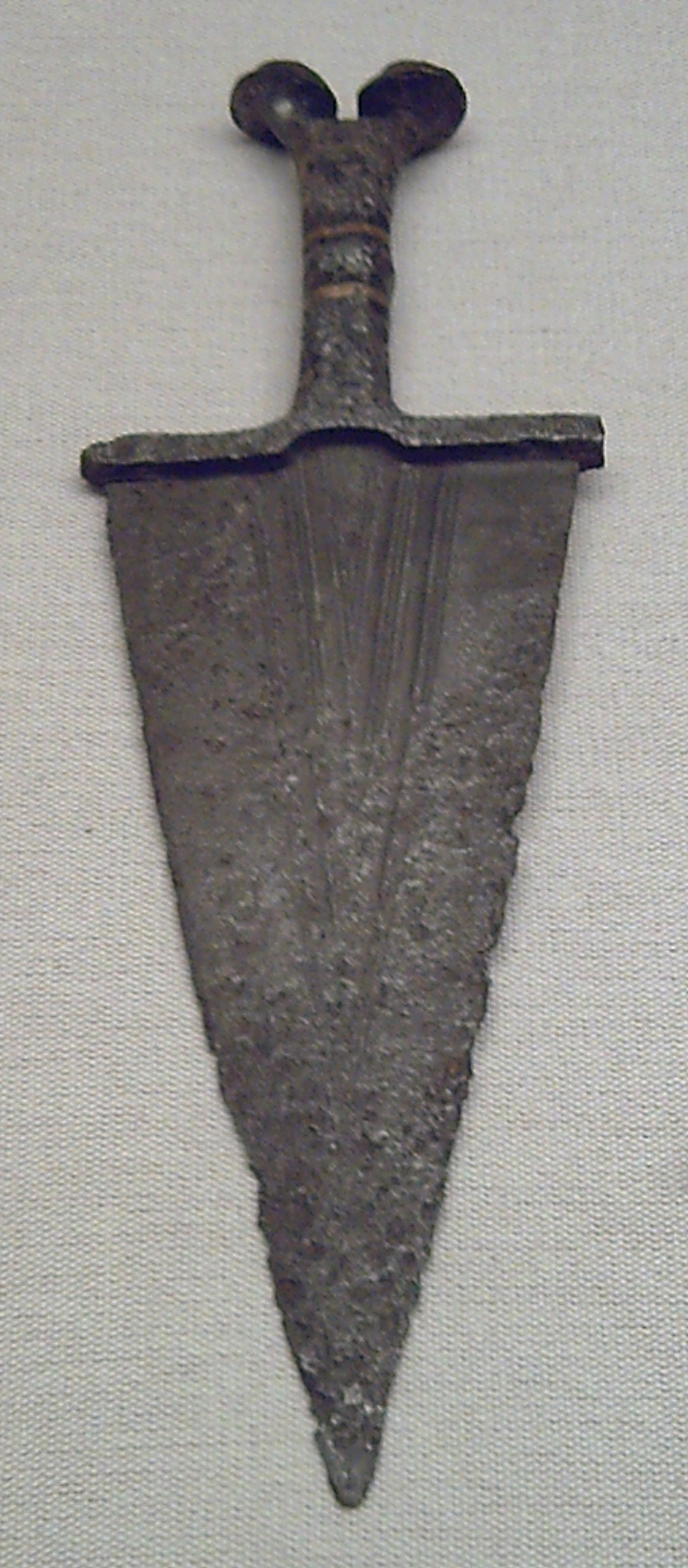
Іберійський кинджал з трикутним лезом та двома антеннами[3], IV-III ст. до н.е.
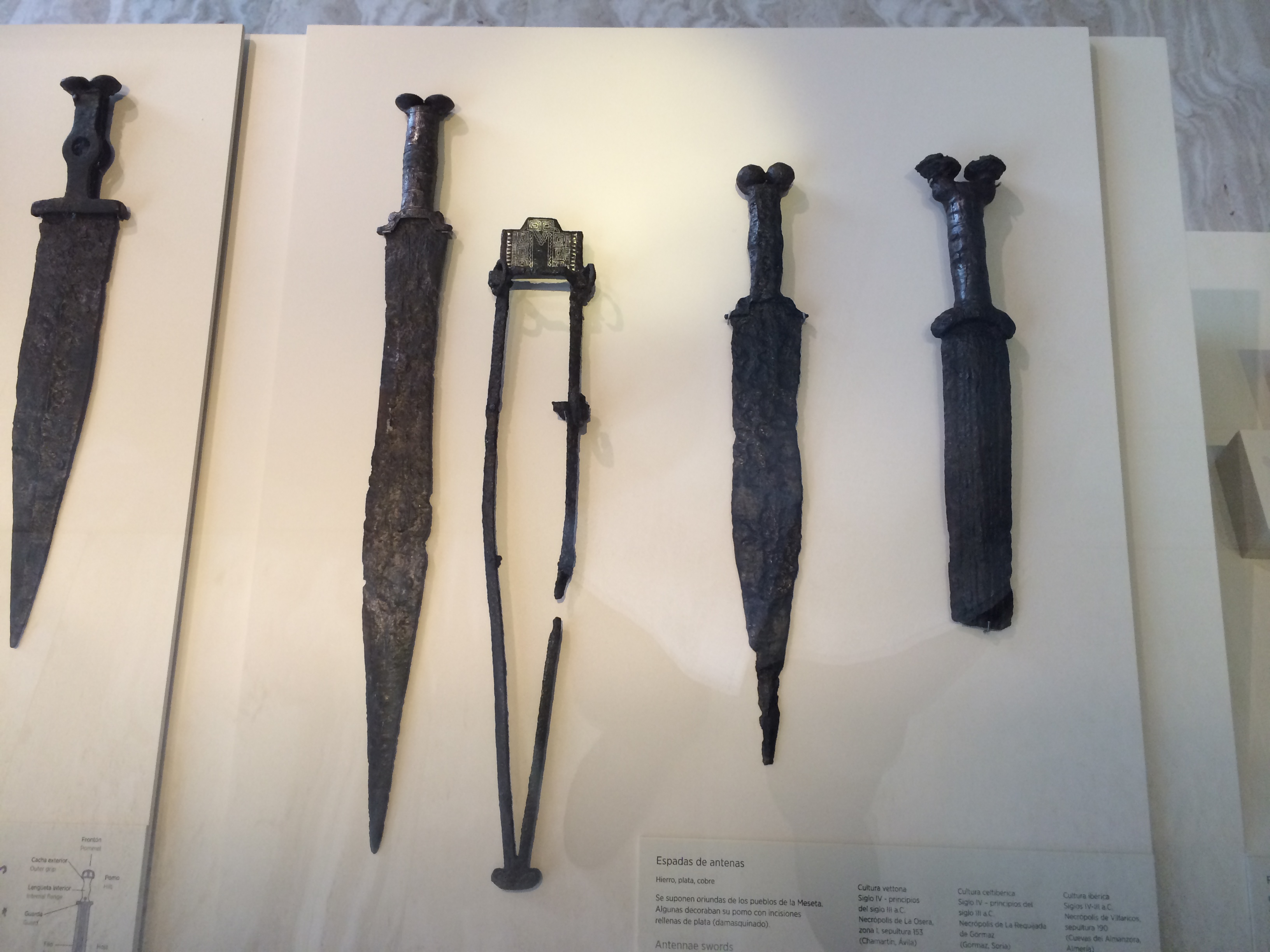
Кельтиберійські мечі з антенами

## Відділок Стародавнього Єгипта

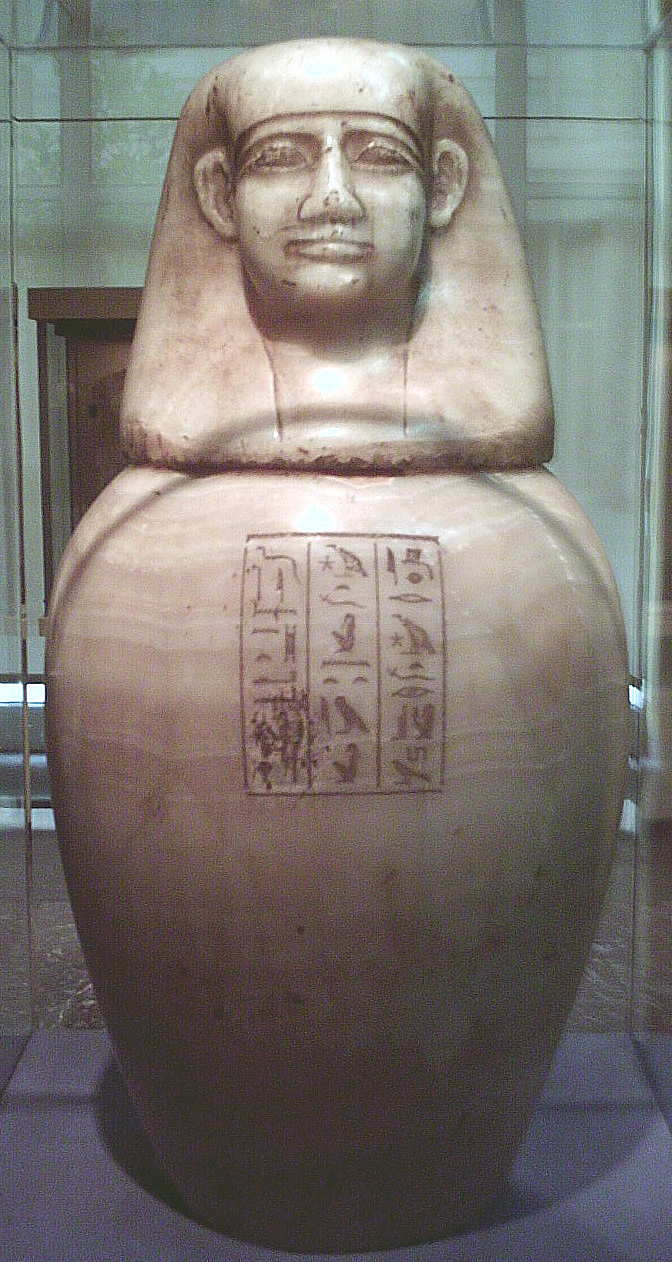
Канопа,  26 династія
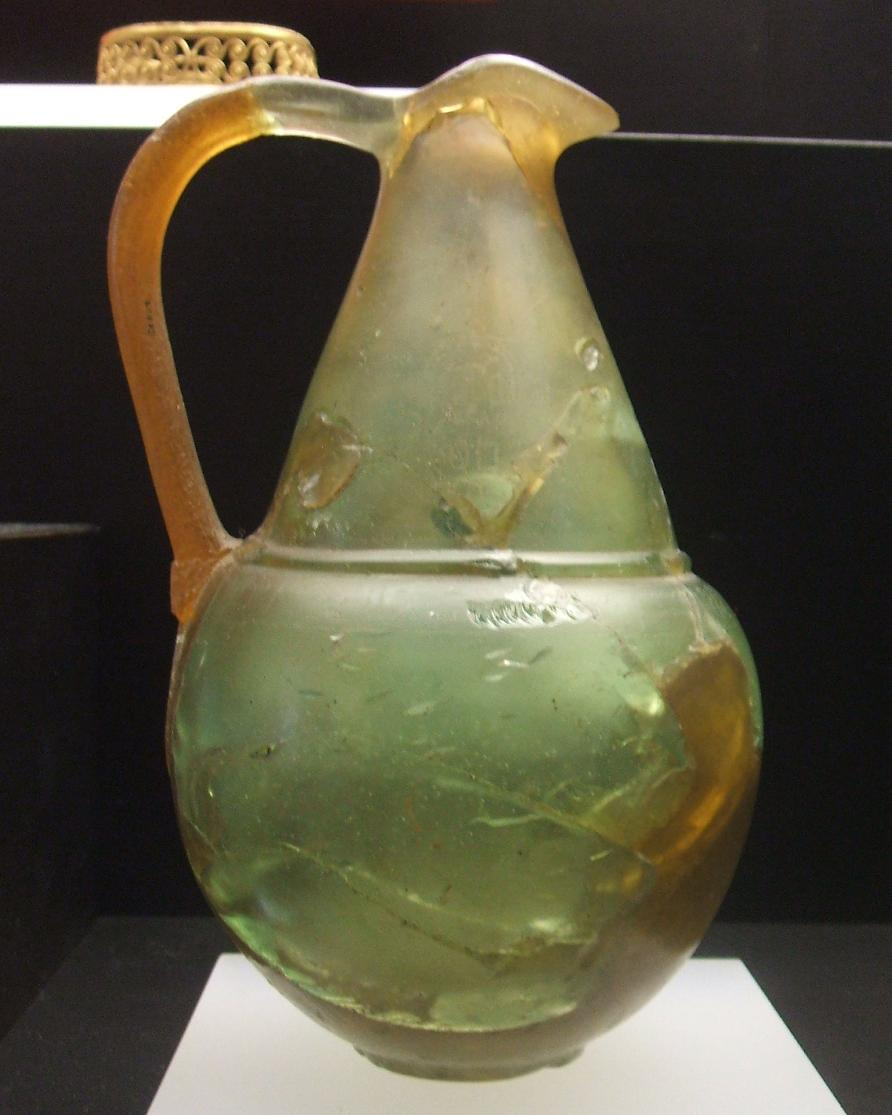
Зразок скляного горщика
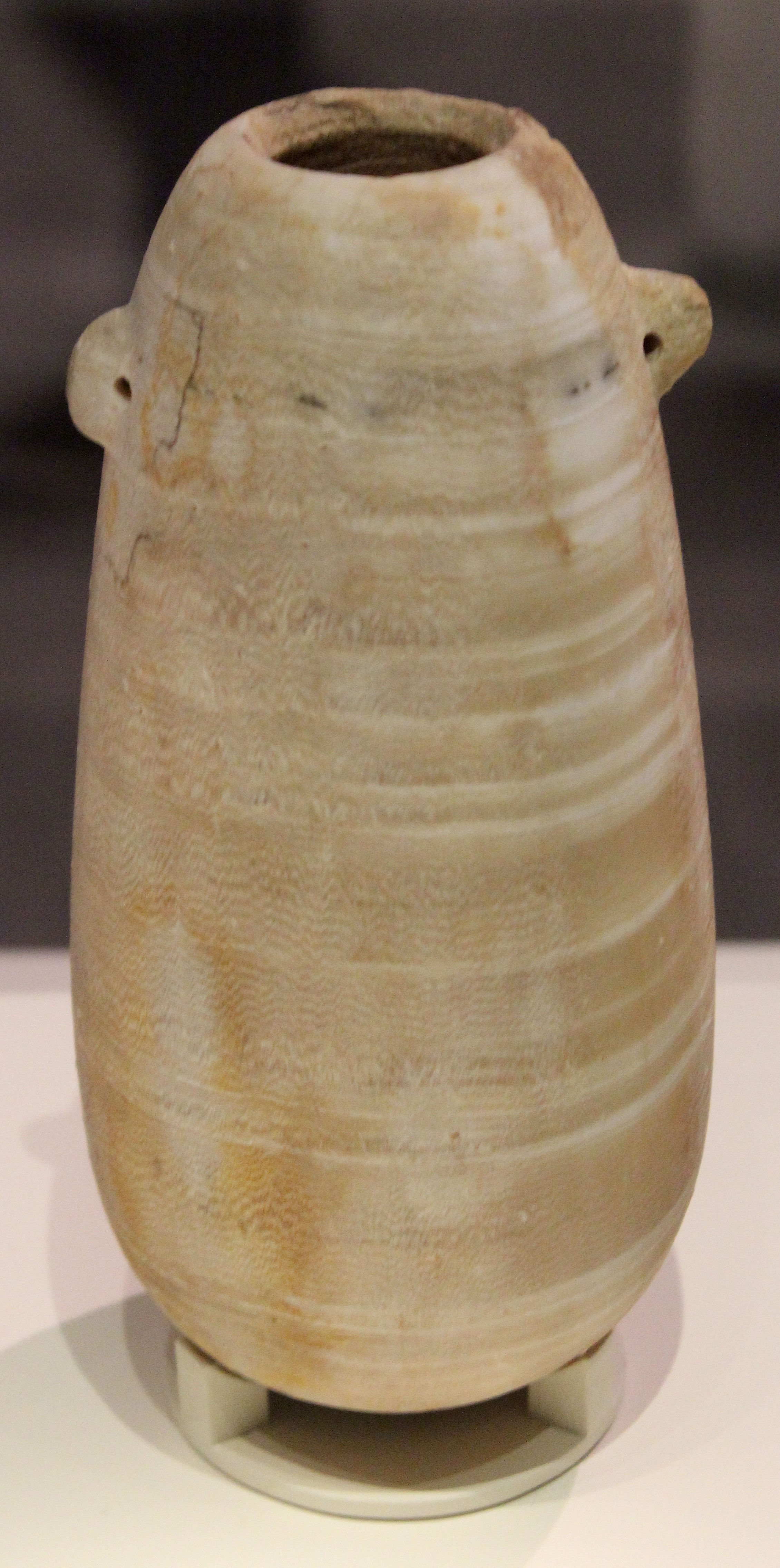
Алебастрова посудина
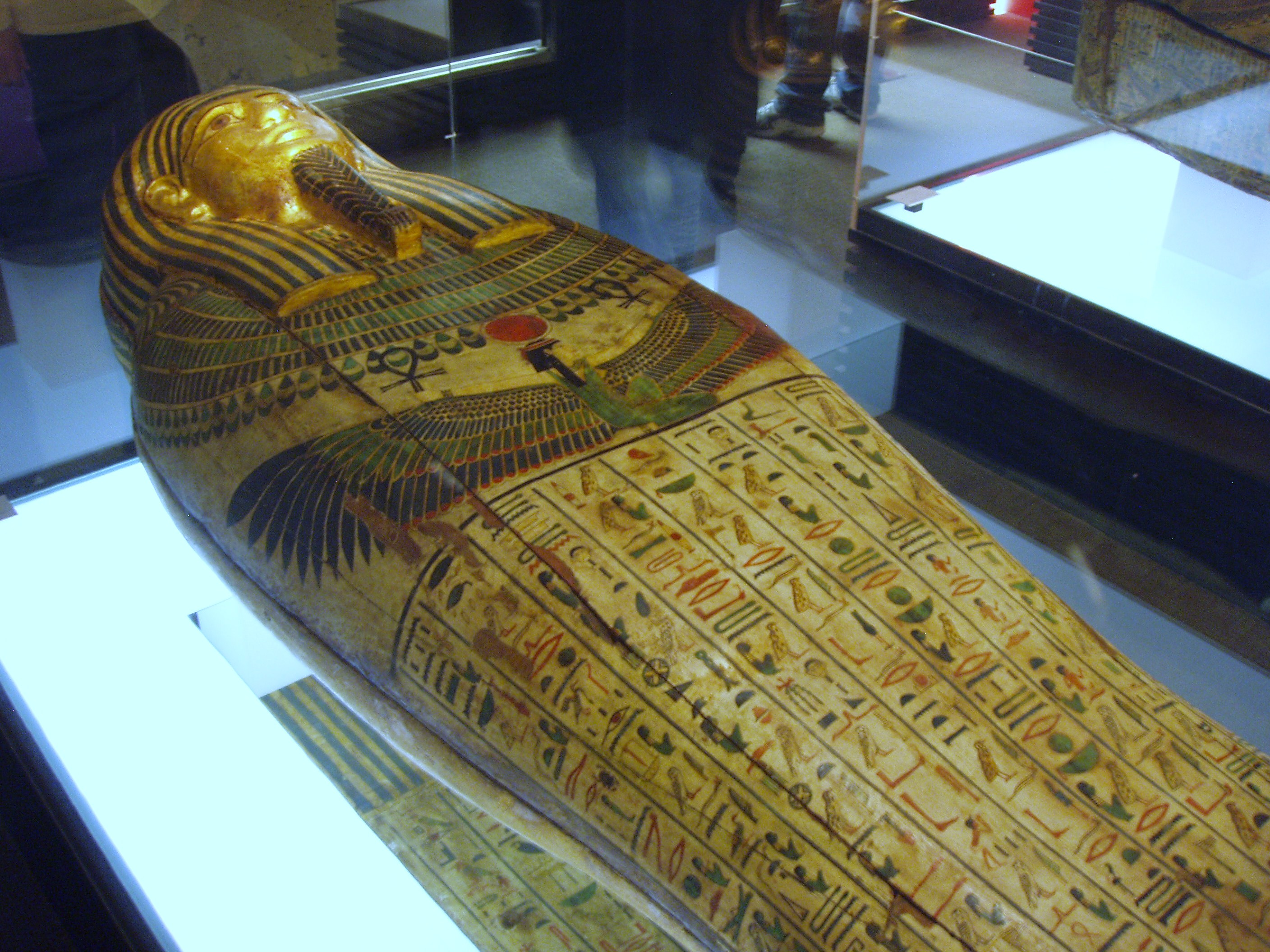
Дерев'яний саркофаг,золочення, розфарбування, 26 династія, пізній період

## Портрети-погруддя доби Стародавнього Рима

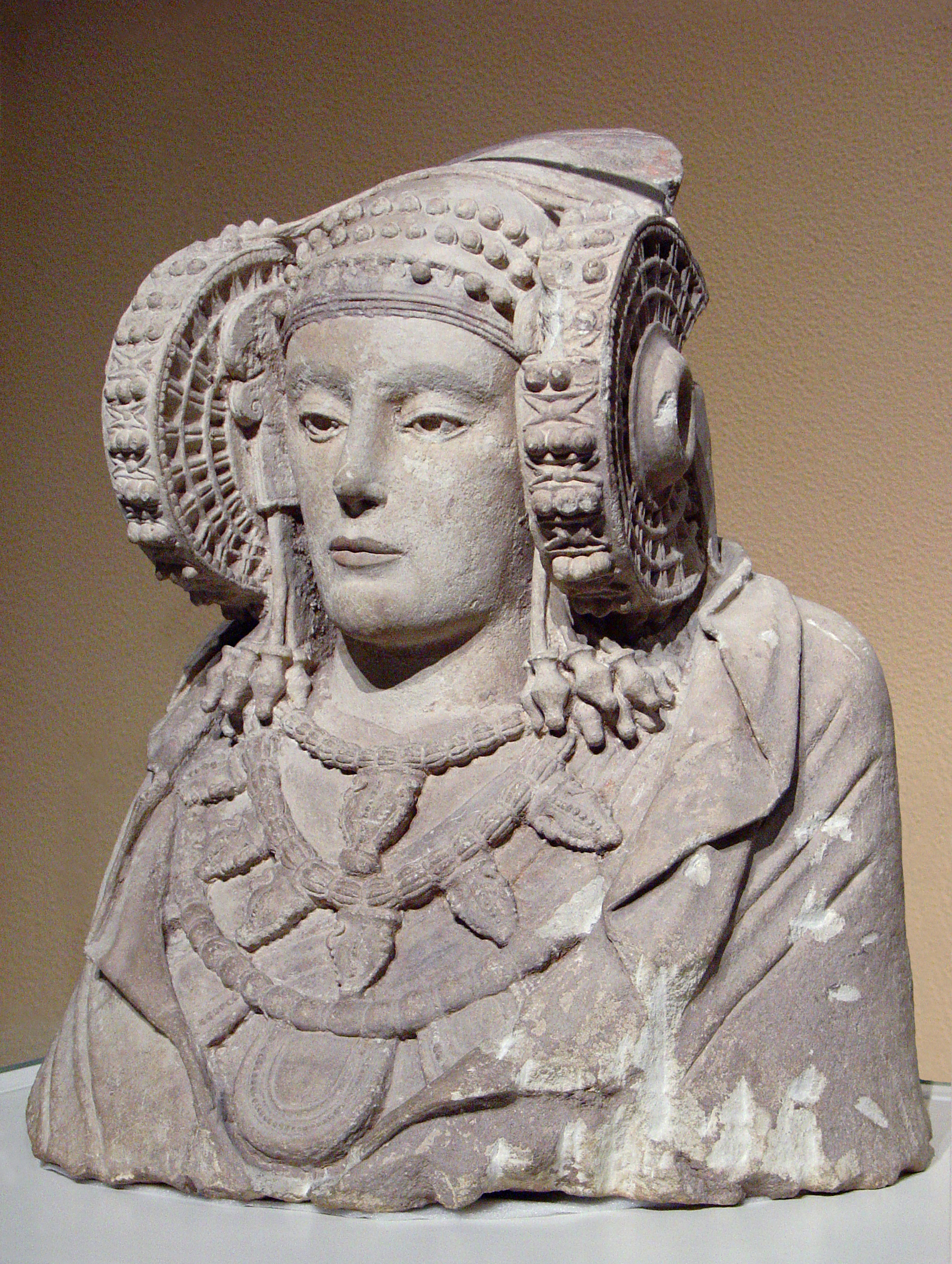
Дама з Ельча, IV ст. до н. е.

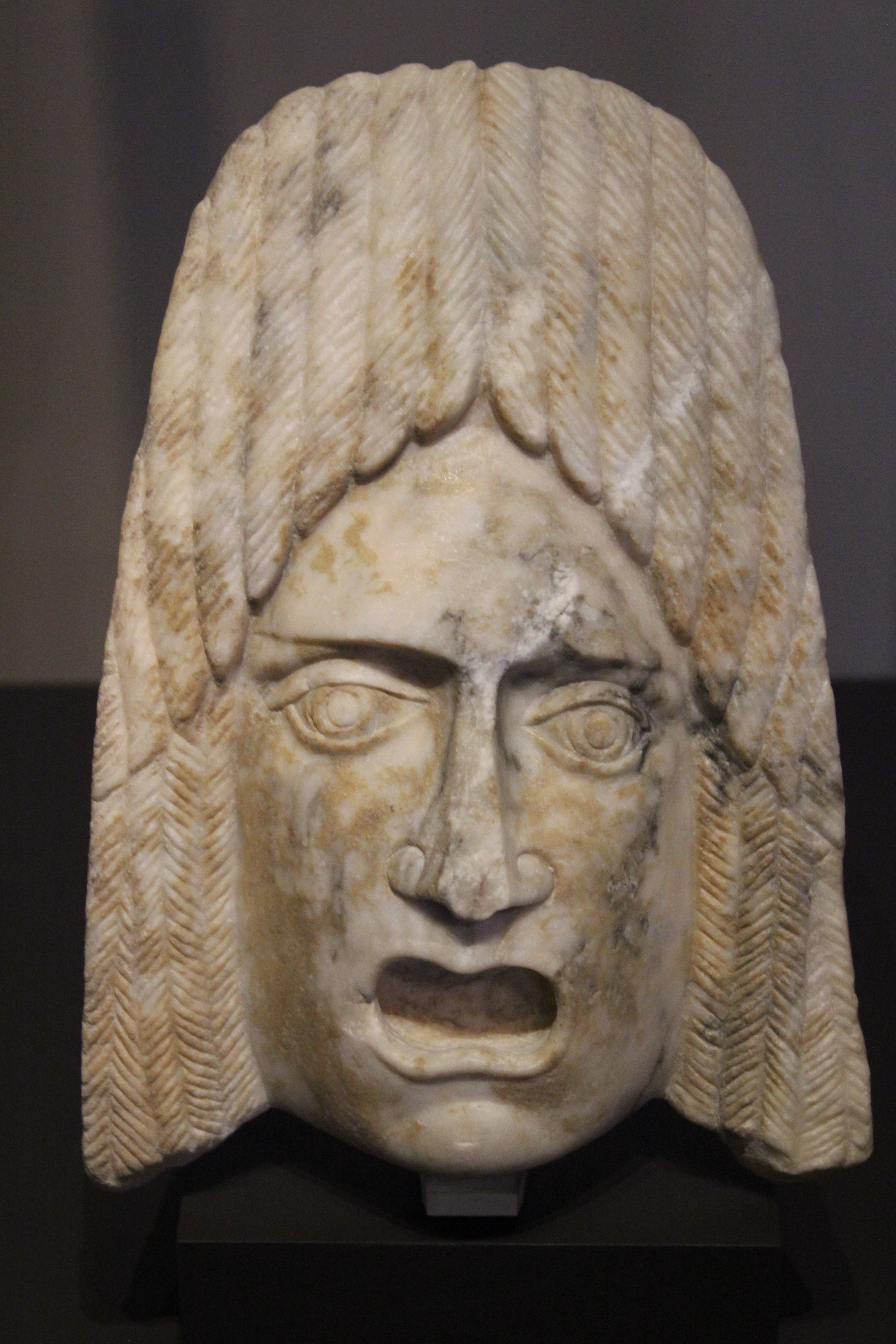
Декоративна театральна маска

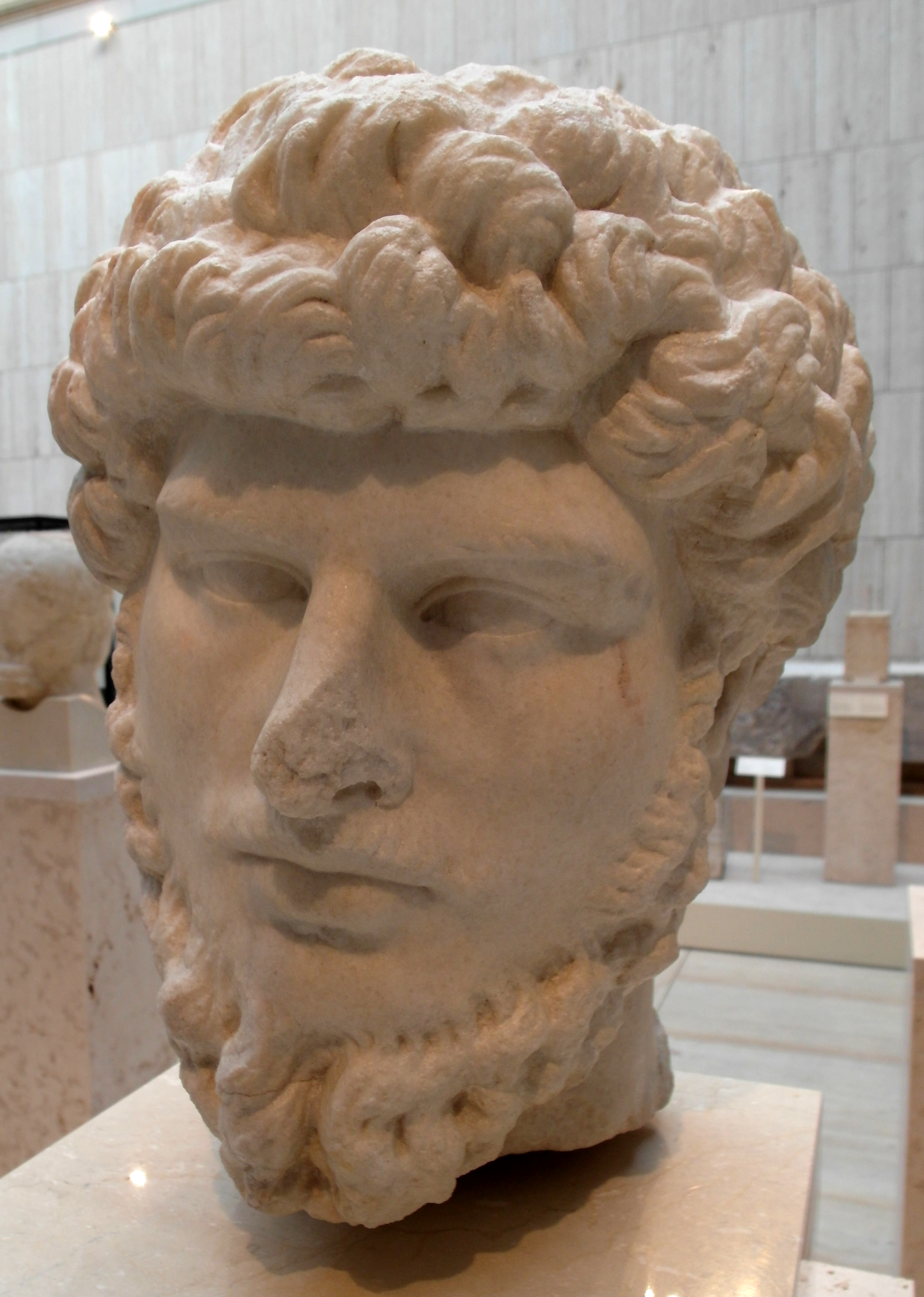
Імператор Люций Вер
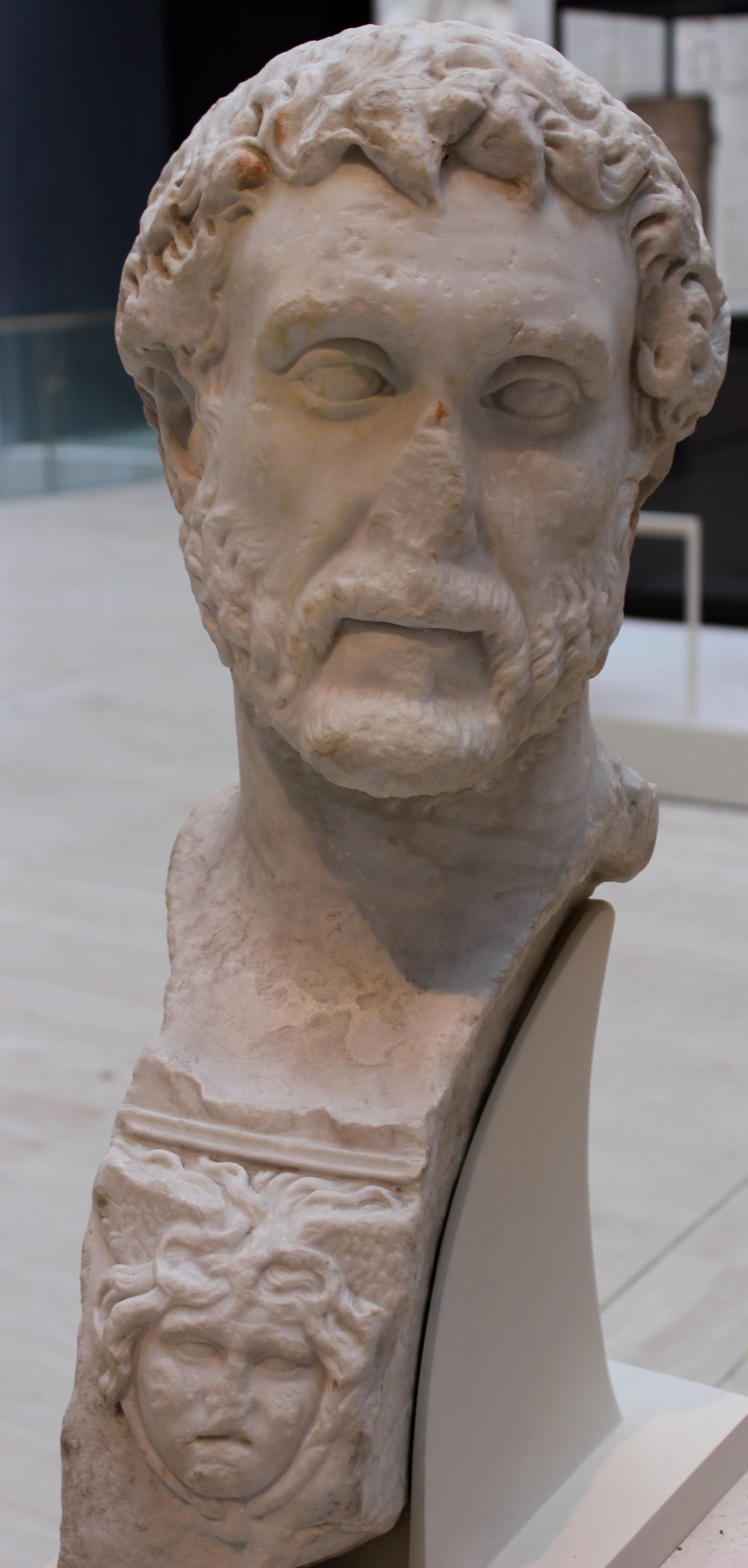
Антонін Пій
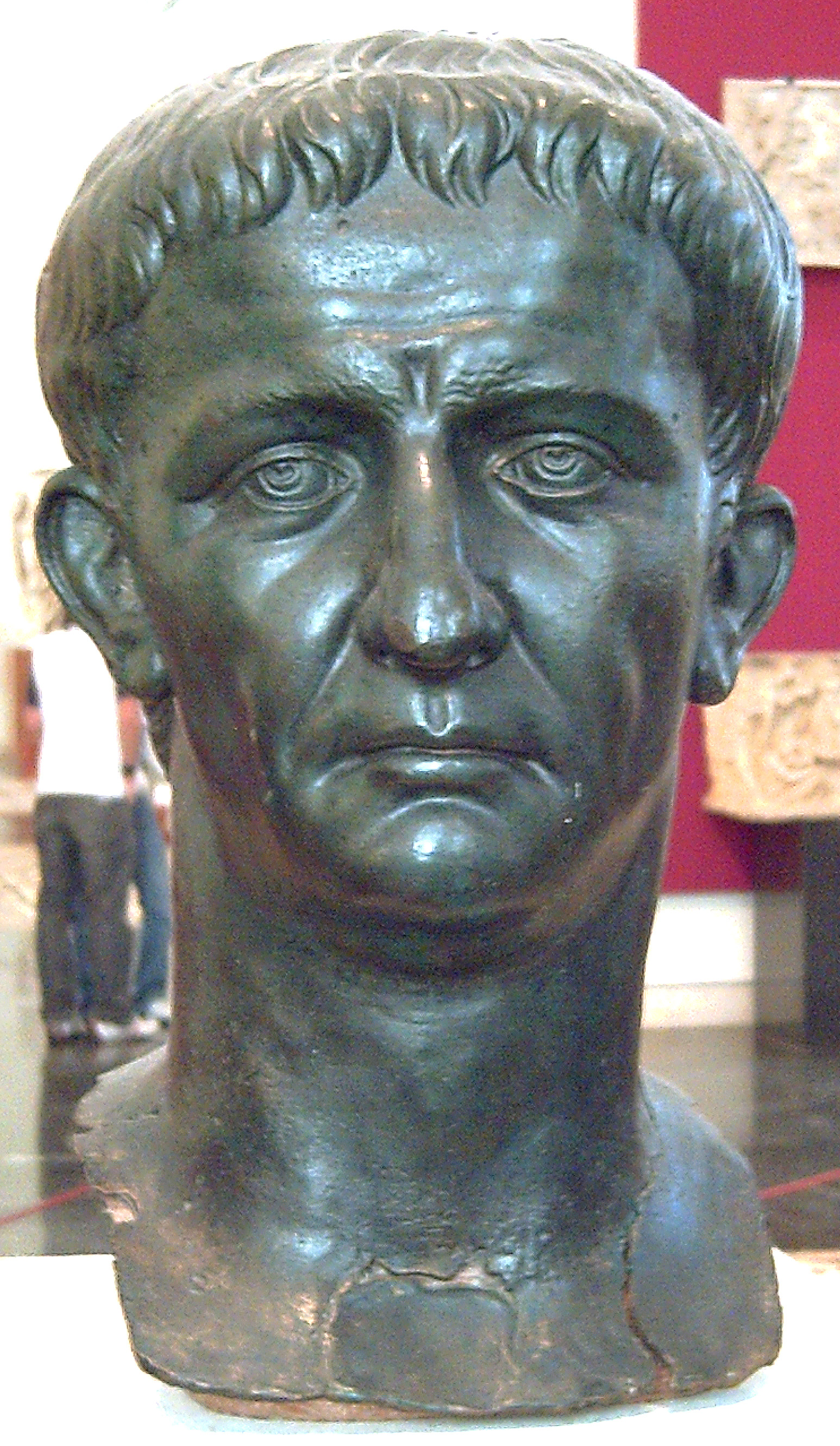
Імператор Клавдій, бронза, бл. 50 р. н. е.
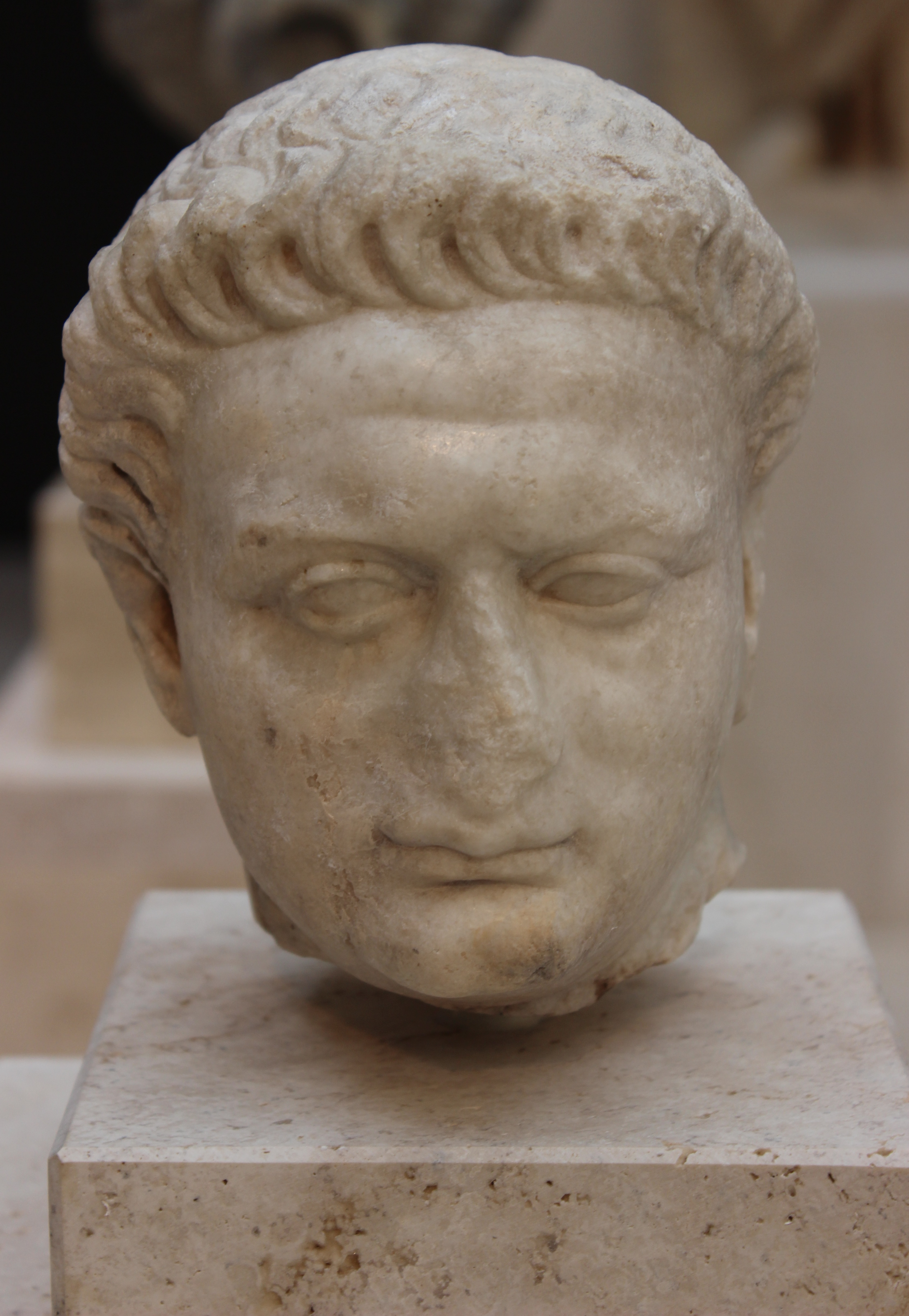
Доміциан
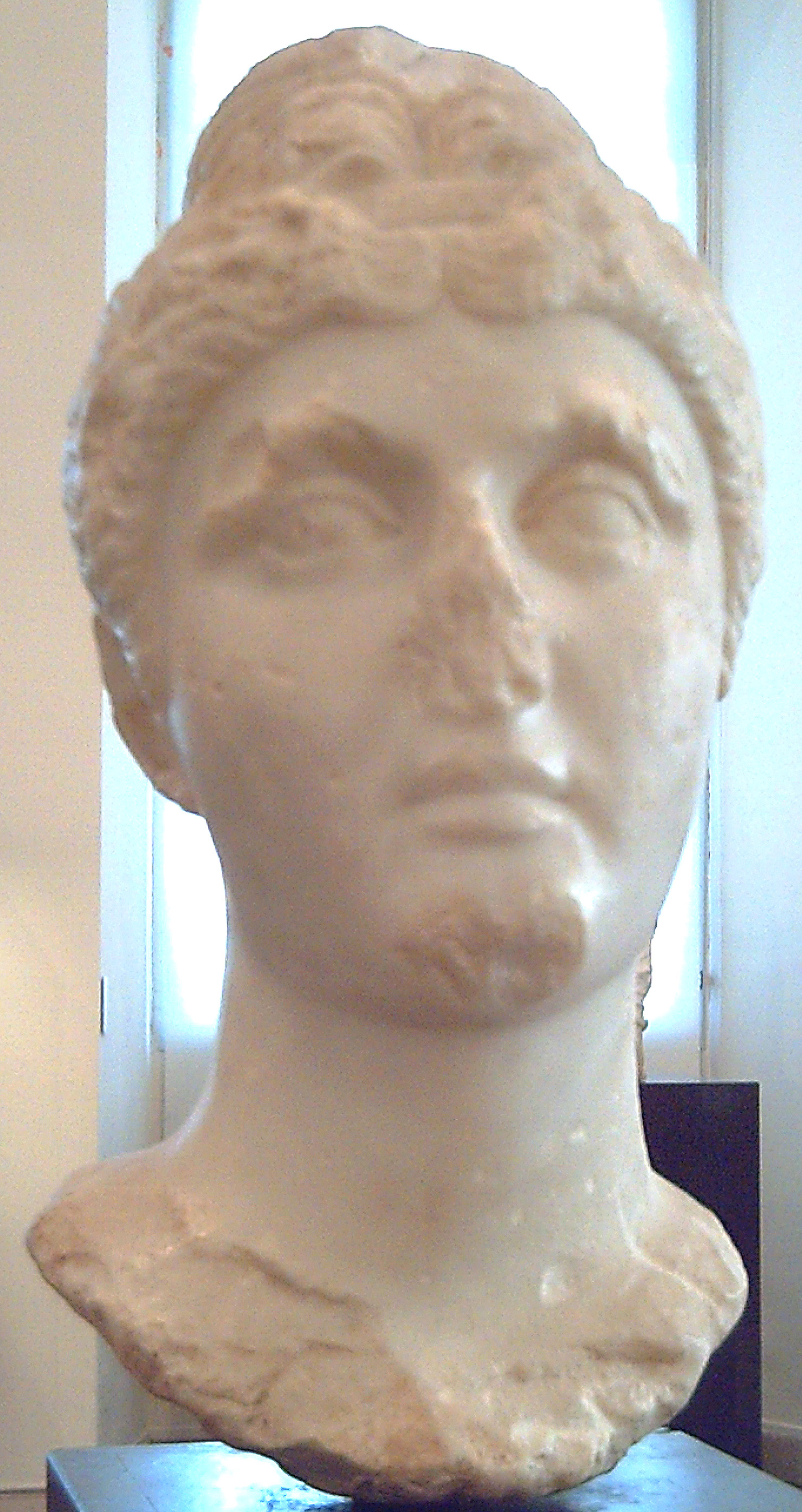
Фаустина Велика, до 150 р. н.е.
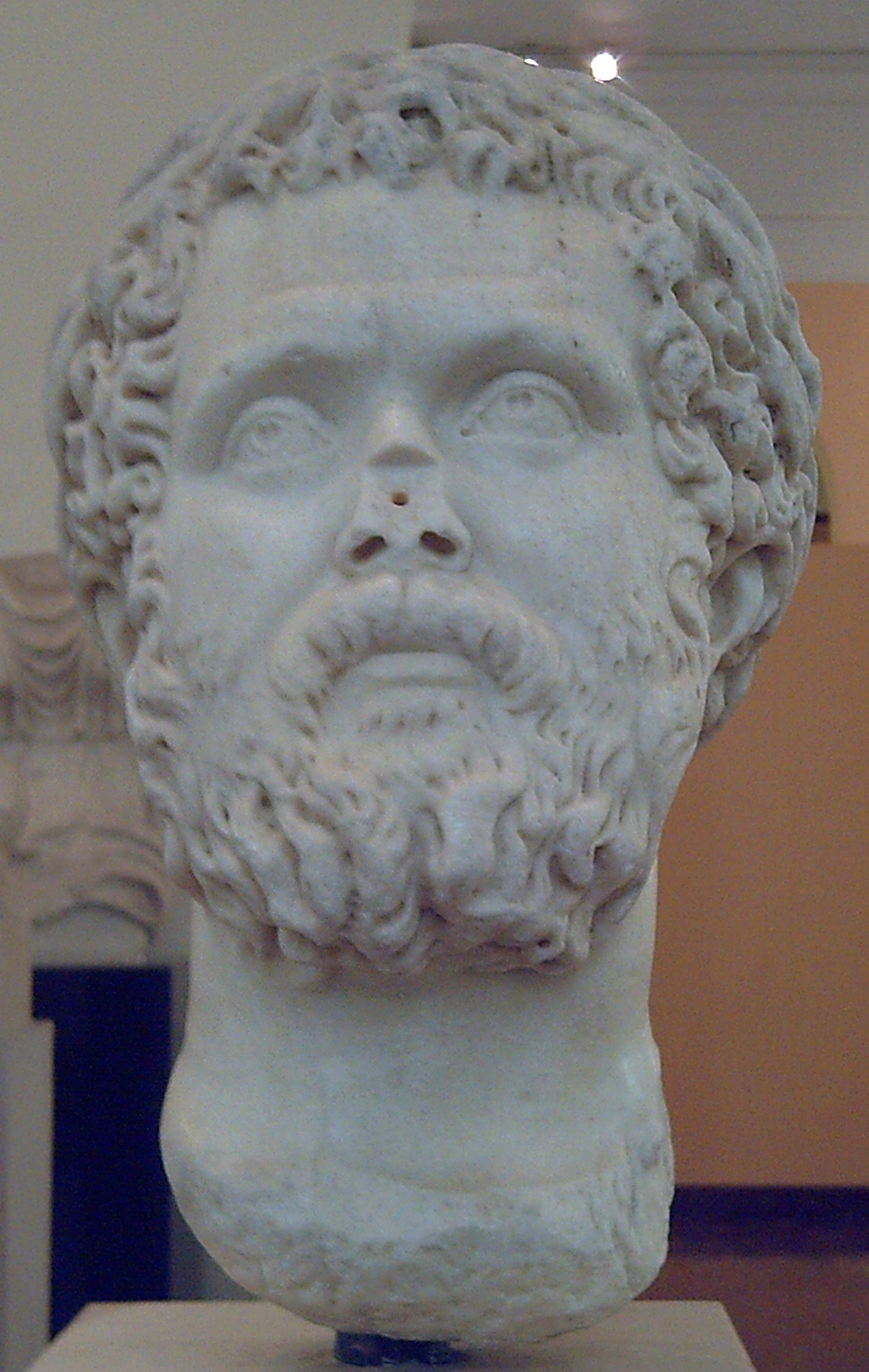
Септимій Север, початок 3 ст. н.е.
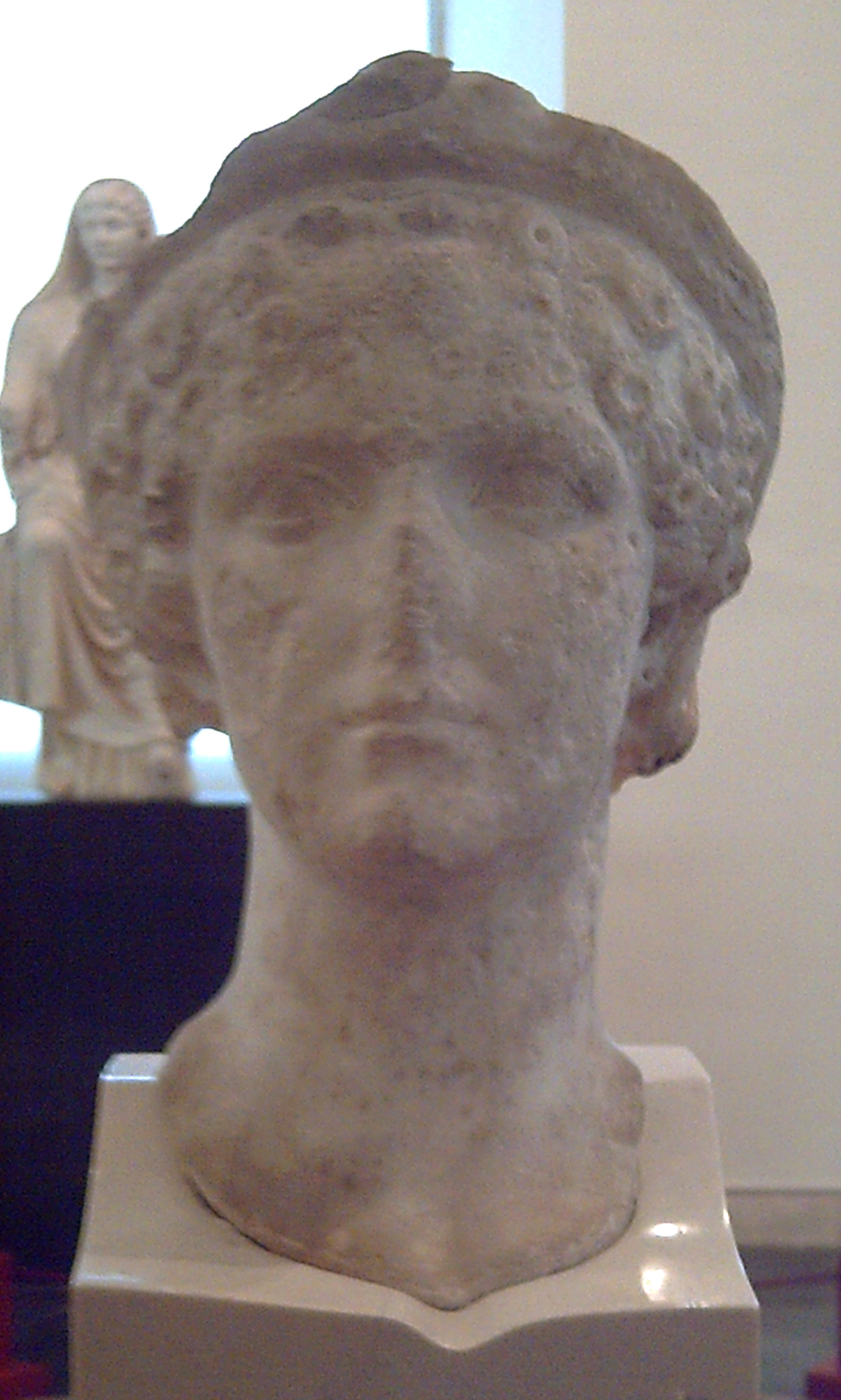
Агрипіна молодша, до 100 р. н.е.
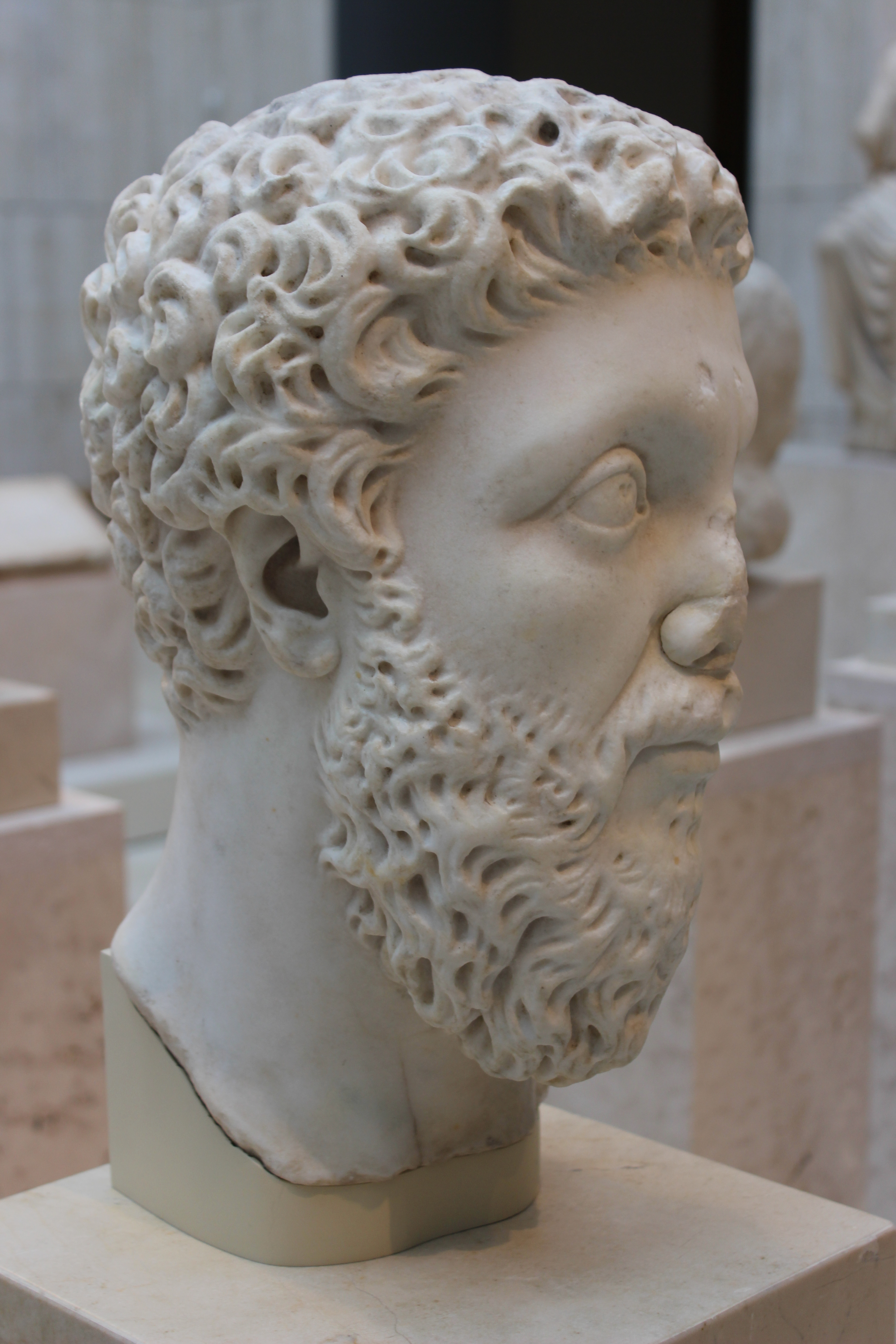
Імператор Марк Аврелій

## давньоримськімозаїки

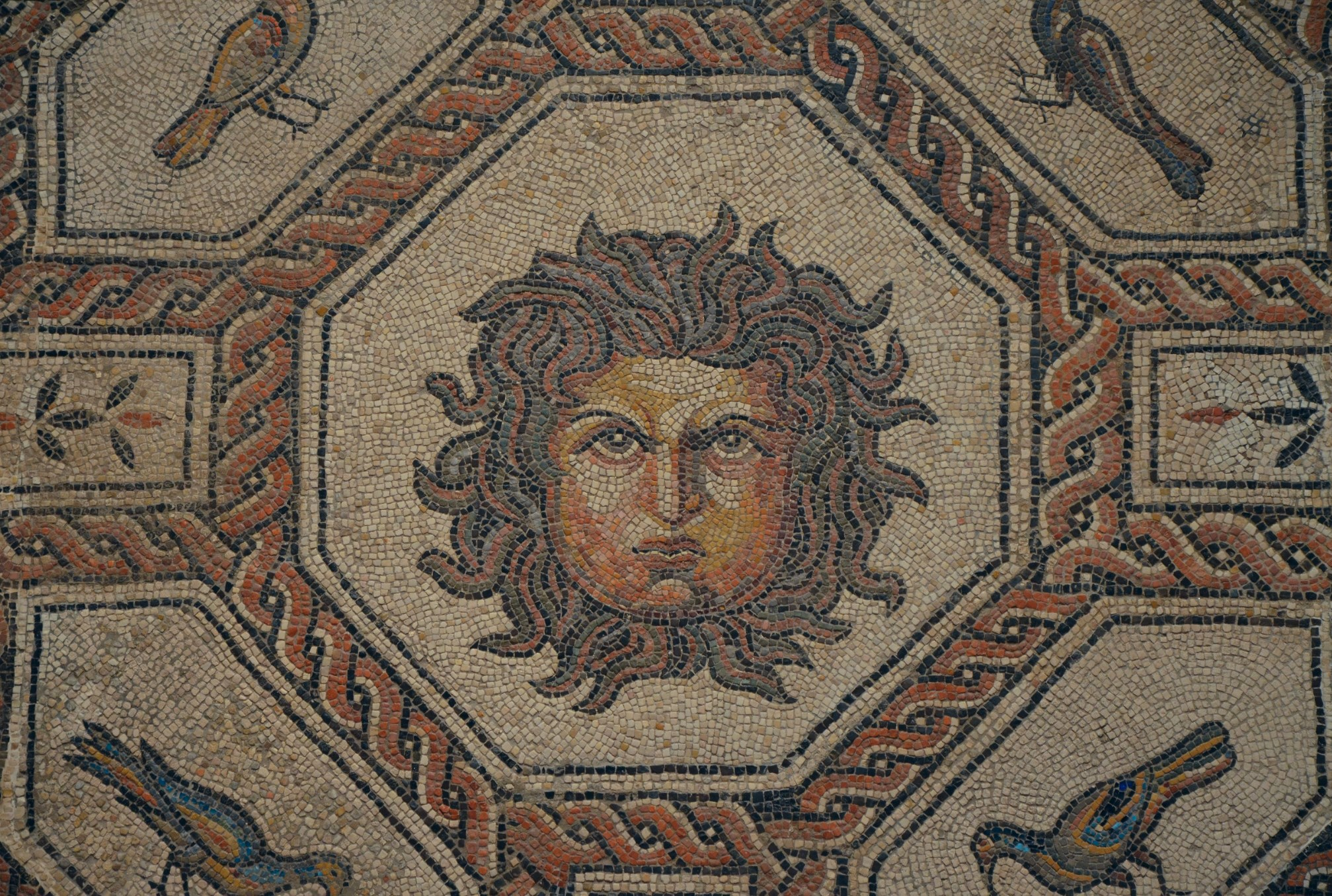
Маска медузи Горгони і символи сезонів, бл. 167-200 рр. н.е.
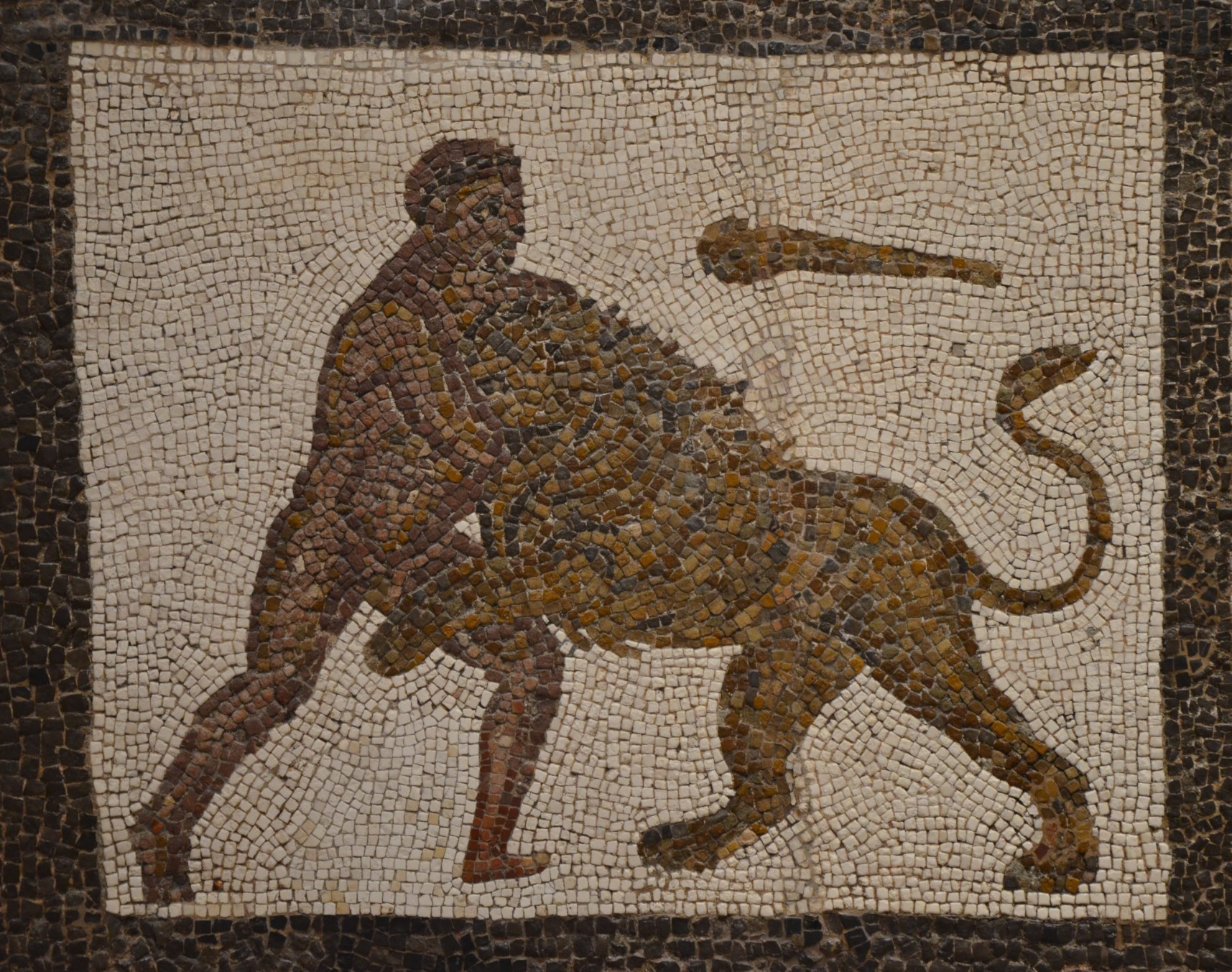
«Геркулес і немейський лев», третє ст. н.е.
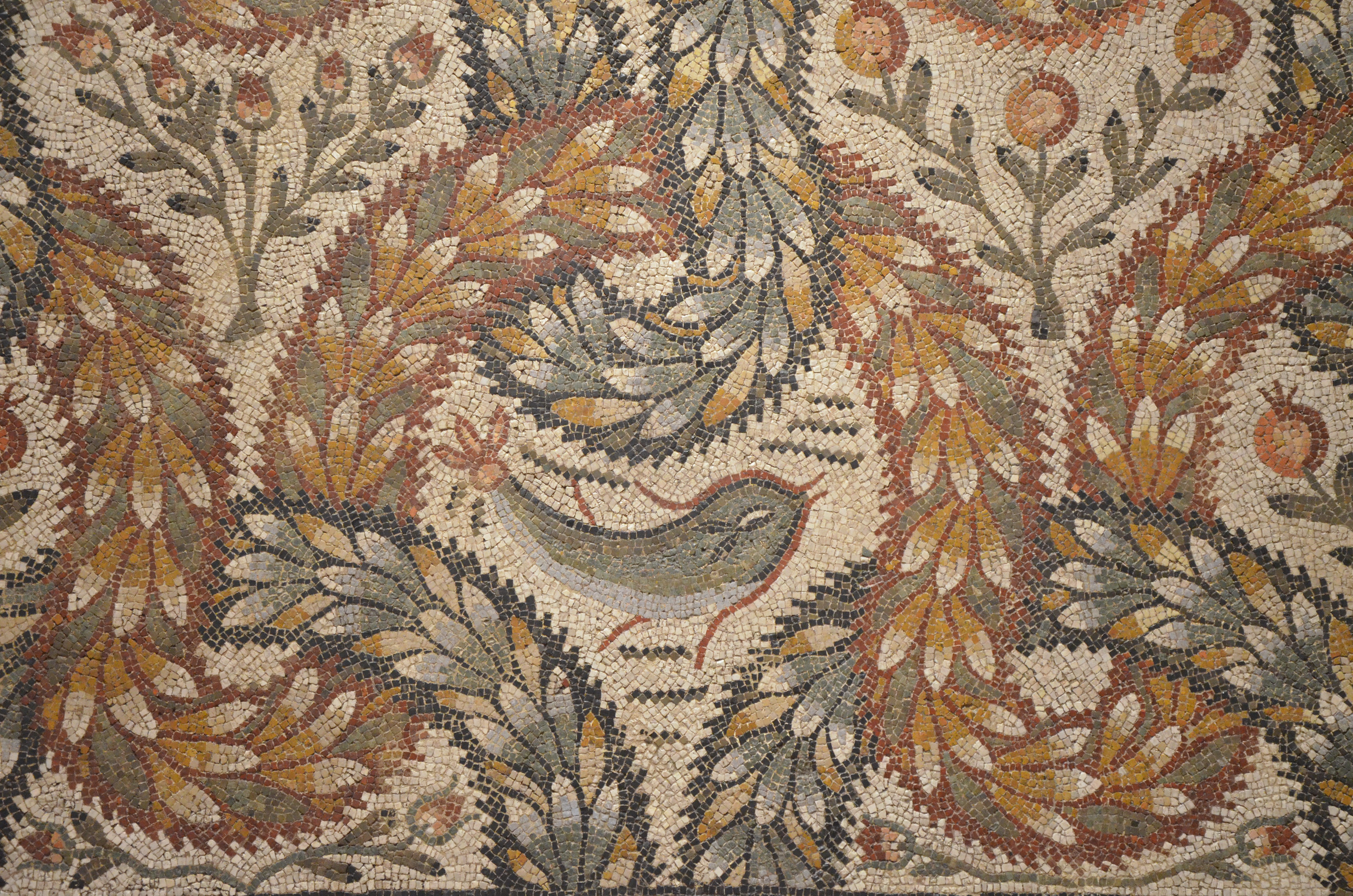
Мозаїка з рослинами і дельфіном (вілла де Сото де Рамалете), четверте ст. н.е.
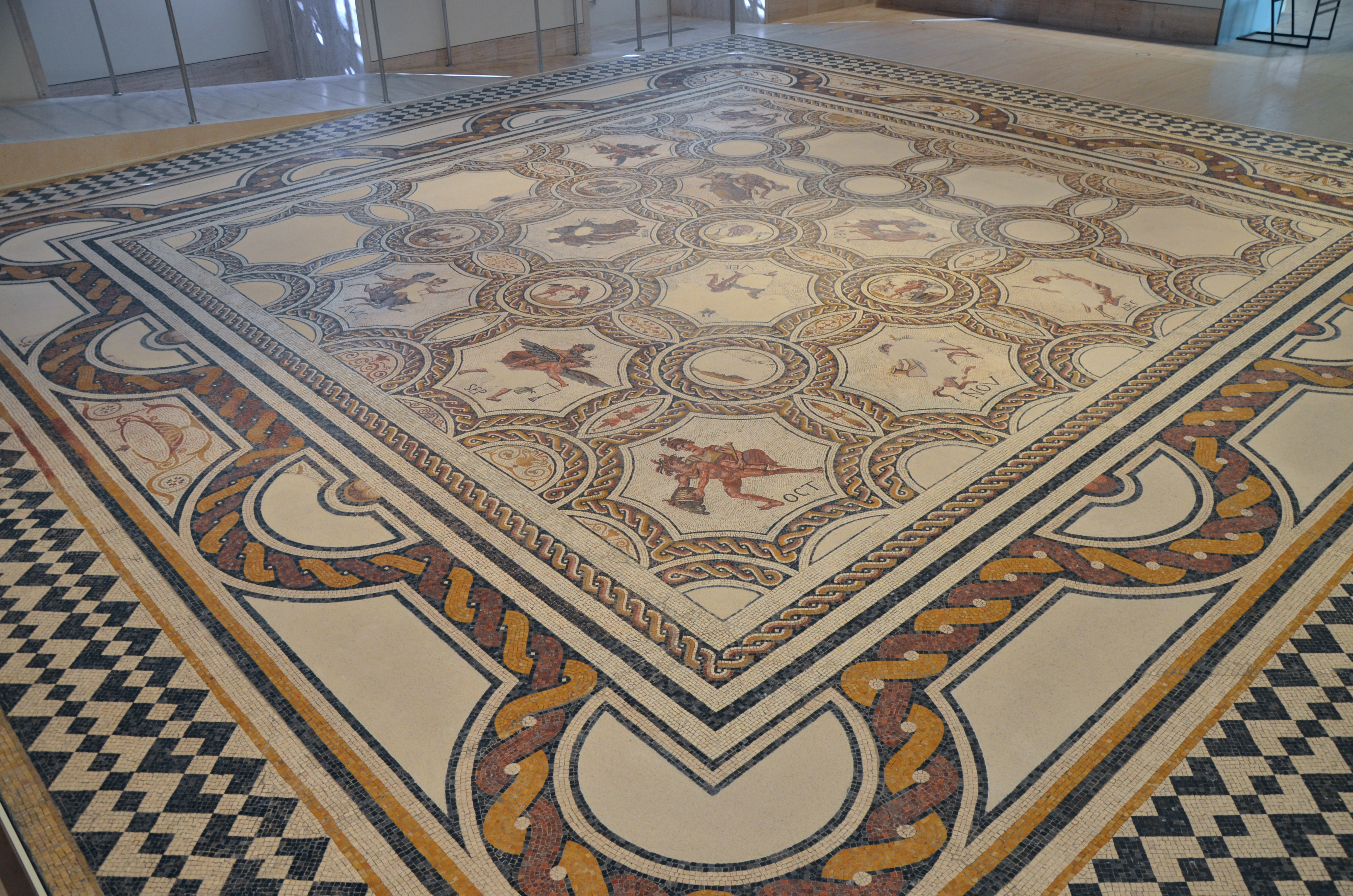
Мозаїка з символами місяців, третє ст. н.е.